# Saône

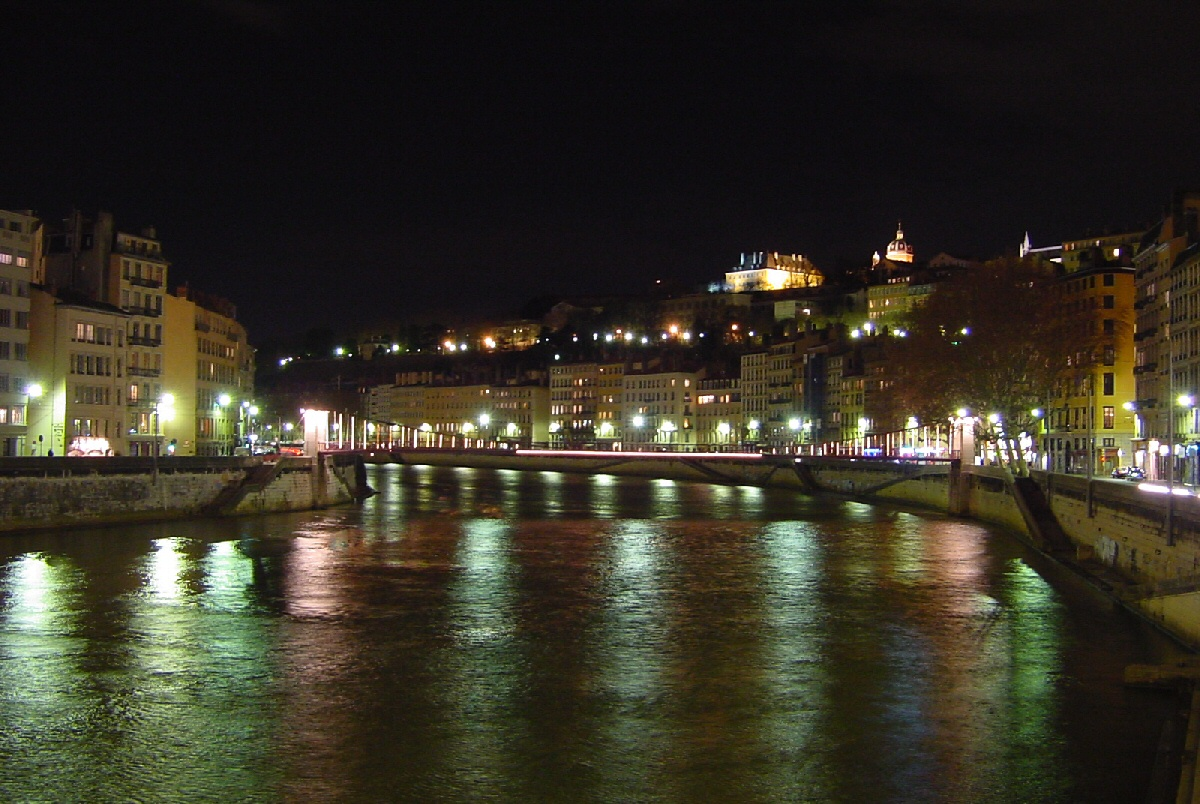
Nattlig vy över Saône där den rinner genom Lyon

Saône är en 480 kilometer lång flod i östra Frankrike som har sin källa i Vioménil och  mynnar i Rhône vid Lyon. Avrinningsområdet är 29 950 kvadratkilometer och medelflödet vid mynningen 473 kubikmeter. Största biflöde är Doubs.

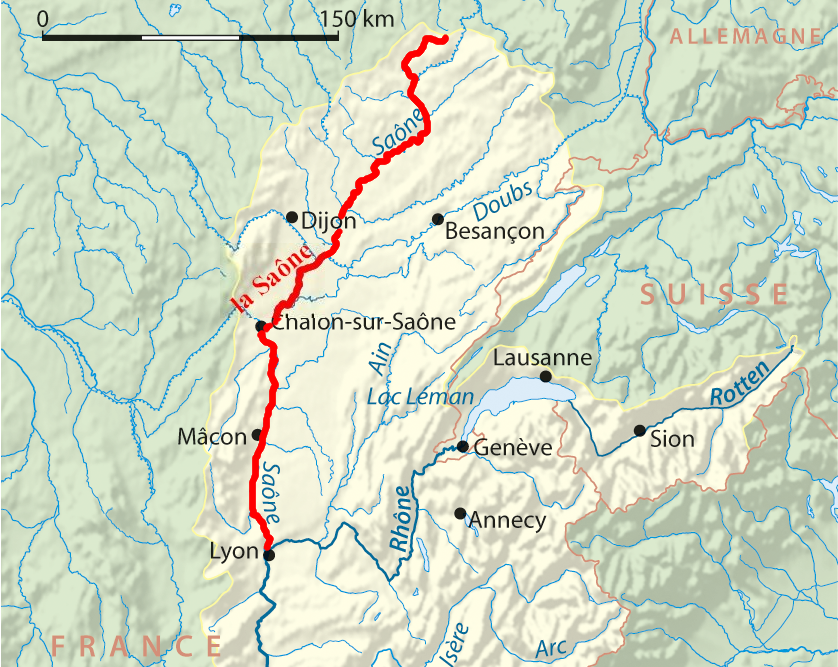
Karta över Saône.

Saône är segelbar från Lyon till Corre. Den 375 kilometer långa sträckan är nästan helt kanaliserad och har 30  slussar. Den nedre delen av leden från Auxonne till Lyon kan trafikeras av fartyg med en bredd på 5,45 meter och ett  djupgående på 3,0 meter.